# Giovanni Pagani
Giovanni Pagani (ur. 1465 w Monterubbiano, zm. po 1544) – malarz włoski, ojciec  artysty Vincenzo Paganiego.
Tworzył przede wszystkim w Fermo. Mieszkał jednak w swoim rodzinnym Monterubbiano, gdzie pełnił różne funkcje zasiadając w zarządzie miasta najprawdopodobniej do roku 1545, kiedy został wybrany któryś raz z kolei reprezentantem dzielnicy Torno. Dokumenty nie wymieniają go jednak wśród składających przysięgę w dniu 1 lutego. Od tego momentu wymieniane jest tylko imię jego syna Vincenza.
Znane jest tylko jedno dzieło tego artysty – podpisane i zaopatrzone w datę (Joannes de Monte Rubiano pinsit A.D. XVII Maii 1506). Przedstawia ono Maryję Wspomożycielkę. Obraz znajdował się w kościele pw. Świętego Augustyna w Cingoli, obecnie we Francji.
Giovanni Pagani zdobył formację artystyczną najprawdopodobniej w pracowni Pietro Alamanno. W 1538 był członkiem komisji rewidującej statuty miejskie. Ożenił się z nieznaną z pochodzenia Julią, z którą miał dwóch synów Sigismonda i Vincenza. Giovanni współpracował ze swoim synem u schyłku życia.